# Eduard de Toda i Albertos
Eduard de Toda i Albertos (Alcalá de Henares, 1817 - Barcelona, 1888) va ser un advocat català, funcionari del Ministeri d'Estat i alcalde de Reus.
Pare d'Eduard Toda i Güell, va ser obligat a reconèixer legalment el fill però no va voler casar-se mai amb la mare, Francesca Güell i Mercader, germana de Josep Güell i Mercader. El fill no va perdonar mai aquest fet.
Era un terratinent riudomenc que ocupà diversos càrrecs i l'alcaldia de Reus del 1851 al 1853, any en què va dimitir perquè el govern va suprimir el càrrec d'alcalde-corregidor, que era el seu. Francesc Torné, un teixidor que va escriure un dietari publicat el 1990, explica que l'alcalde anterior, Dionisio de Revuelta, no va saber fer front a una revolta popular que hi va haver a la ciutat el 1851 per protestar contra uns nous impostos sobre els aliments. La ciutat va sortir al carrer i va enderrocar diverses portes de la muralla on es cobrava el peatge. El govern militar va amonestar a Dionisio de Revuelta que va dimitir el gener de 1851, van portar a judici al comandant d'armes i el regidor en cap va anar a Madrid a demanar que se suprimís l'impost. El governador va nomenar Eduard de Toda alcalde-corregidor. En el seu mandat, el juliol de 1851, l'ajuntament va decidir crear un cos de bombers amb un pressupost inicial de 1.800 duros, presentant com a argument el llavors recent incendi de la fàbrica "Vila, Prat y Cia", i l'existència a la ciutat d'una elevada quantitat de forns i oficis que necessitaven el foc per treballar. El 1852, es va urbanitzar la zona de l'antic fossar al costat de l'església de Sant Pere per a construir-hi les Pescateries Velles, i en l'excavació es van trobar 300 esquelets alto-medievals o anteriors als que es va donar nova sepultura. Al final del seu mandat. el 1853, hi va haver a Reus la primera manifestació obrera, convocada amb motiu de l'enterrament d'un obrer anomenat Pellicer. El polític progressista Joan Martell i el cafeter Antoni Estivill van organitzar un enterrament multitudinari, i es van trobar el cementiri rodejat pels Mossos d'Esquadra, però no es va produir cap incident. Eduard de Toda va propiciar el 1853 l'aparició a Reus d'un nou sistema d'il·luminació a les vies públiques, el gas. Va sol·licitar permís al governador de Tarragona per canviar la il·luminació d'oli per la de gas, i en la seva última intervenció com a alcalde, el 31 de desembre de 1853 va convocar una reunió amb Macià Vila, que estava disposat "junto con otros" a formar una empresa pel nou sistema d'il·luminació. L'any següent es va fundar la companyia "Gas Reusense". La família Toda havia estat ennoblida per l'Arxiduc Carles el 1706, i un oncle seu, Baltasar de Toda, vinculat als sectors més conservadors de Reus, ja havia estat alcalde d'aquella ciutat el 1819 i 1820. Dedicat a l'advocacia, va anar a viure a Madrid el 1873, on entrà al cos diplomàtic al Ministeri d'Estat, després d'haver venut tots els béns que tenia a Riudoms. No va relacionar-se mai amb el seu fill.